# Lithophane oriunda
Lithophane oriunda là một loài bướm đêm trong họ Noctuidae.